# Malaka
Malaka (en fenicio 𐤌𐤋𐤊𐤀, mlkʾ; en griego antiguo Μάλακα [Málaka]) fue un asentamiento fenicio situado en la costa sur de la península ibérica, en el lugar donde actualmente se encuentra la ciudad de Málaga. El término Malaka puede significar factoría o sal en idioma fenicio.

## Fundación y evolución
Se trata de una de las  colonias fundadas por los fenicios de Tiro desde el siglo VIII a. C. en la península ibérica, sobre un primitivo asentamiento bastetano. La colonia contaba con buenas condiciones para el atraque en su puerto natural al pie del monte Gibralfaro y con gran cantidad de yacimientos de plata y cobre. En ella se desarrollaron industrias pesqueras destinadas a la producción de púrpura y a la salazón. La ciudad poseía ceca (de la voz fenicia sikka) y acuñaba moneda propia.

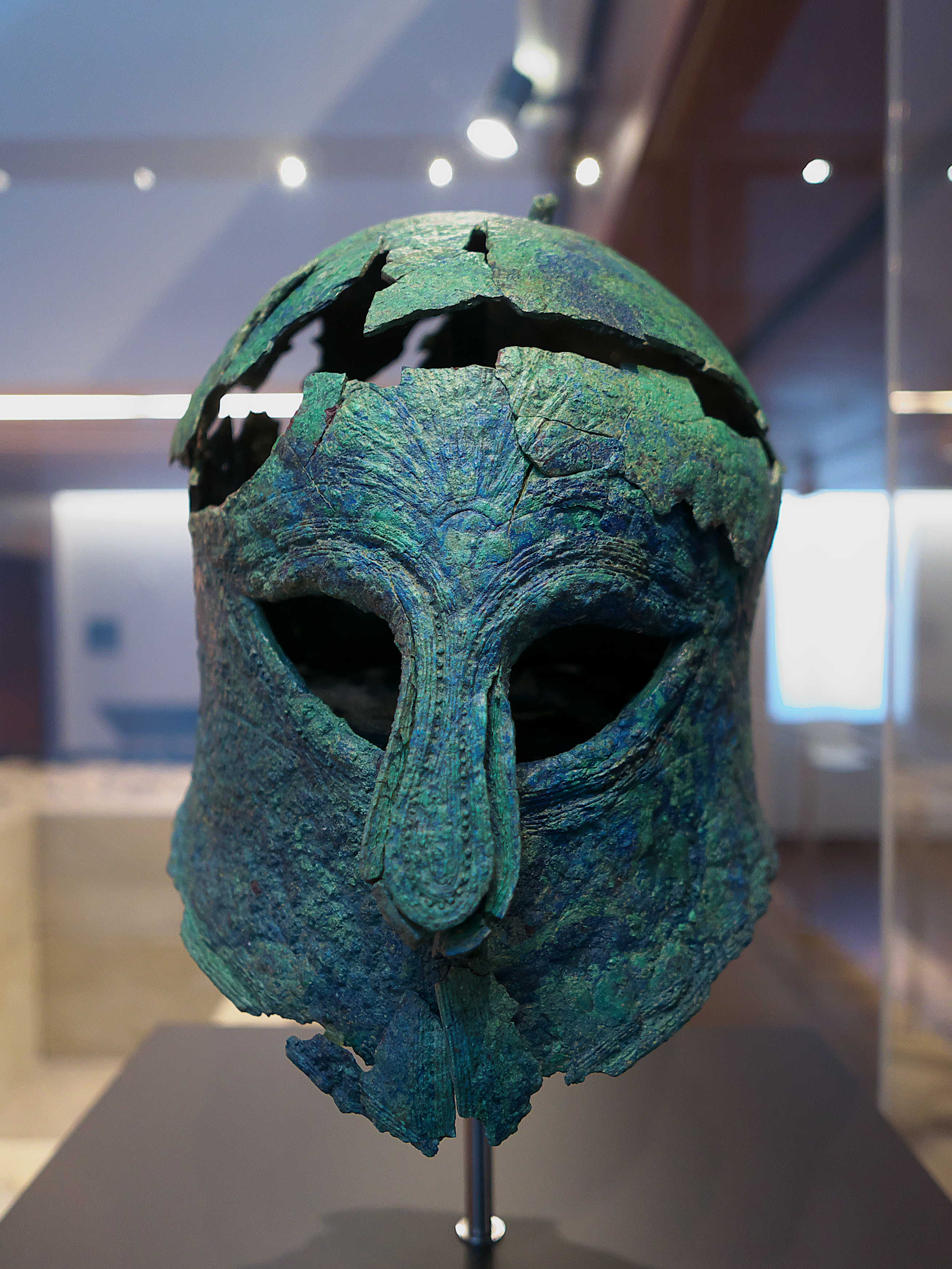
La Tumba del guerrero, expuesta en el Museo de Málaga, pertenecería a un mercenario griego al servicio de la Malaka fenicia.

Según datos obtenidos de excavaciones, se conoce que el asentamiento se extendía aproximadamente desde la ladera de Gibralfaro hasta los jardines de Ibn Gabirol y la calle Císter, donde quedaba localizado el santuario fenicio, y por el sur hasta el mar, que en la época llegaba hasta el actual edificio del Rectorado de la Universidad. La aparición de una necrópolis fenicia en la calle Andrés Pérez ha permitido establecer estos límites, ya que los pueblos semíticos tenían por costumbre ubicar los cementerios fuera de las zonas pobladas, por lo que la ciudad de Malaka debió estar restringida al área mencionada. Se trató, por tanto, de una población que vivía de cara al mar.
A lo largo del siglo VI a. C. se documentan una serie de construcciones que muestran un asentamiento urbano plenamente consolidado, que configuran a Malaka como una ciudad de primer orden. Los importantes restos cerámicos hallados, procedentes de ciudades de Grecia del este como Rodas, Samos, Quíos, así como de la propia Atenas, junto a otras procedentes de Etruria, permiten establecer la importancia que la urbe alcanzó en el contexto mediterráneo, constituyéndose como uno de los puntos claves del destino del comercio griego arcaico en esas fechas. Destaca el descubrimiento de la Tumba del guerrero, también del siglo VI a. C., perteneciente a un mercenario griego contratado por la Malaka fenicia.
Tras la conquista de los territorios fenicios por Nabucodonosor II, Malaka pasa a ser dominada por los cartagineses sobre el 573 a. C. Los romanos conquistarían la ciudad en el año 218 a. C. tras las guerras púnicas, y la llamaron Malaca.

## Muralla fenicia de la ciudad y el puerto
Se conservan restos arqueológicos de la muralla fenicia de Málaga en el Palacio de Buenavista -Museo Picasso Málaga-, el eje entre las calles Císter y San Agustín y el Rectorado de la Universidad de Málaga; así como un tramo de la "muralla fenicia del puerto" de Malaka, aparecido durante las obras de rehabilitación del Palacio de la Aduana.